# Programmatik
Unter Programmatik versteht man allgemein die Zielsetzung oder Ideologie von Personenvereinigungen, die meist in Satzungen oder Programmen schriftlich festgehalten ist. 

## Etymologie
Das Wort ist von Programm (griechisch πρόγραμμα prógramma, „Vorgeschriebenes“) abgeleitet und bezeichnete ursprünglich die sich aus einem Parteiprogramm ergebende Parteipolitik. Die Programmatik erfüllt dabei drei Funktionen, und zwar Identität, Orientierung und Differenzierung. Eine politische Partei hat das primäre Ziel, durch eine Wahl möglichst viel Unterstützung durch die Wähler zu erhalten, um so die eigenen Programmpunkte innerhalb einer Regierung umsetzen zu können. 

## Andere Personenvereinigungen
Von politischen Parteien übertrug sich der Begriff Programmatik auch auf andere Organisationsformen. Jede Organisation (Akademien, Arbeitsgemeinschaften, Behörden, Genossenschaften, Gewerkschaften, Institute, Kirchen, Schulen, Universitäten, Unternehmen, Vereine etc.) verfolgt mindestens ein genau festgelegtes Ziel, an dem alle Mitglieder ihr jeweiliges Handeln ausrichten. Dadurch gelingt es, die vorgeschriebenen Ziele in der gesamten Organisation durchzusetzen.